# Парруа
Парруа́ (фр. Parroy) — коммуна во французском департаменте Мёрт и Мозель региона Лотарингия. Относится к  кантону Арракур.	

## География
Парруа	расположен в 31 км к востоку от Нанси. Соседние коммуны: Куанкур на севере, Муакур и Ксюр на востоке, Энамениль на западе, Бюр на северо-западе. Через Парруа проходит канал Марна — Рейн.

## История
- На территории коммуны находятся следы галло-романской культуры и эпохи Меровингов.
- Парруа ранее входил в кантон Люневиль-Сюд и принадлежал графам Фиккельмон.
- Парруа был разрушен в 1914 году во время Первой мировой войны.
- В 1973—1987 годах к коммуне были присоединены соседние коммуны Куанкур, Муакур и Ксюр.

## Демография
Население коммуны на 2010 год составляло 162 человека.
| 1962 | 1968 | 1975 | 1982 | 1990 | 1999 | 2010 |
| ---- | ---- | ---- | ---- | ---- | ---- | ---- |
| 204  | 232  | 602  | 517  | 190  | 198  | 162  |

## Достопримечательности
- Развалины замка Парруа, принадлежавшие графам Фиккельмон. Замок впервые упоминается в 1234 году. В начале XVII века различали верхний и нижний замки. Верхний замок был разрушен в начале XVII века во время Тридцатилетней войны. К началу XVIII века был восстановлен и в 1795 году стал национальным достоянием. Разрушен в августе 1914 года во время Первой мировой войны, когда практически полностью была уничтожена и деревня Парруа.